# Titanotylopus
Titanotylopus — рід великих викопних ссавців з триби Camelini родини Верблюдові. Складався з 8 видів. Існував з часів міоцену до нижнього плейстоцену (10,3 млн — 30 тис. років тому). Назва складається з грецьких слів Τιτάν — «титан», τύλος — «опуклість», πούς — «нога». Синонім — Gigantocamelus (велетенський верблюд).

## Опис
Середня висота становила 3,5 м. Відрізнялися великими верхніми іклами та відсутністю додаткових складок перед крайніми зубами в кутах. Був опуклий нахил між очима. У них відмічено порівняно невелику мозкову оболонку. Не мали слізної пустоти в черепі. Були наділені довгими і масивними кінцівками з відносно широкими другими фалангами, це свідчить, на думку дослідників, про те, що Titanotylopus мали справжні вальці. Мали лише один горб.

## Розповсюдження
Рештки знайдено у штатах США — Канзас, Небраска, Колорадо, Техас і Аризона.